# كينيث روث
كينيث روث ( Kenneth Roth ) محام أمريكي و المدير التنفيذي لمنظمة مراقبة حقوق الإنسان " Human Rights Watch " غير الحكومية منذ سنة 1993.

## خلفيته
تخرج كينيث روث من مدرسة ييل للقانون و جامعة براون , تفرغ للقضايا الإنسانية بسبب اختبار والده للعيش تحت مظلة الحكومة النازية في ألمانيا حتى هروبه في يوليو من سنة 1938 .
انضم كينيث روث إلى هيومن رايتس ووتش سنة 1986 , سافر إلى أنحاء العالم وعقد لقاءات مع مسؤولين حكوميين في نقاش حول حقوق الإنسان .

## وصلات خارجية
- كينيث روث على موقع IMDb (الإنجليزية)
- كينيث روث على موقع مونزينجر (الألمانية)
- كينيث روث على موقع قاعدة بيانات الفيلم (الإنجليزية)

- Official HRW Biography of Kenneth Roth ( سيرته الذاتية ).